# Xã Monaghan, Quận York, Pennsylvania
Xã Monaghan (tiếng Anh: Monaghan Township) là một xã thuộc quận York, tiểu bang Pennsylvania, Hoa Kỳ. Năm 2010, dân số của xã này là 2.630 người.